# Échange linguistique
 (juin 2008).
Si vous disposez d'ouvrages ou d'articles de référence ou si vous connaissez des sites web de qualité traitant du thème abordé ici, merci de compléter l'article en donnant les références utiles à sa vérifiabilité et en les liant à la section « Notes et références ».
 (avril 2011).

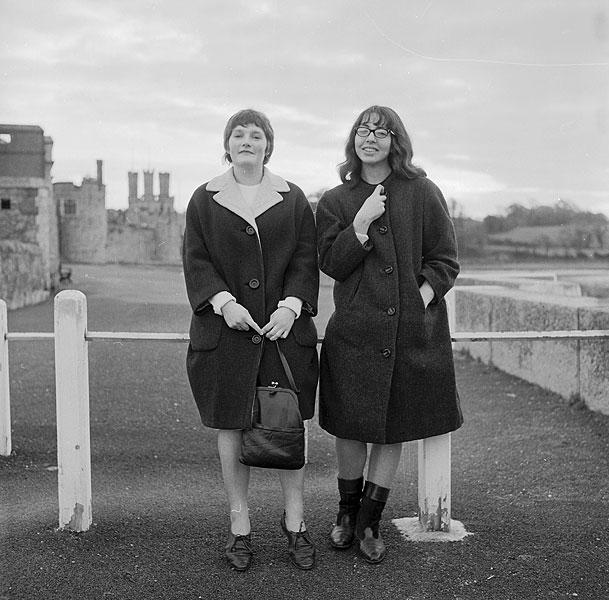
Deux étudiantes françaises à Caernarfon en 1962.

L'expression échange ou séjour linguistique est couramment utilisée pour désigner les séjours d'apprentissage d'une langue à l'étranger. Le séjour linguistique est composé le plus souvent d'un cours de langue, d'un hébergement, et d'un programme d'activités de loisirs et d'excursions. Ces séjours linguistiques peuvent être effectués dans plusieurs cadres :
- cadre scolaire ;
- échanges entre écoles ou correspondants ;
- séjours à titre privé ;
- programmes institutionnels (par exemple Socrates pour les échanges européens).

En 2003, les Français de 15 ans et plus ont effectué 265 000 séjours linguistiques pour une durée moyenne d'environ neuf jours. 20 % de ces séjours sont effectués en France et 80 % à l’étranger dont les destinations ont été dans l'ordre : l’Angleterre, l’Allemagne, les États-Unis, l’Italie et l’Espagne. Les séjours sont majoritairement effectués par des enfants ou des adolescents mais de nombreux adultes les fréquentent également. Entre 11 et 23 ans, à peu près 5 % des jeunes partent en séjour linguistique au moins une fois dans l'année. 
- L’immersion linguistique. Il s’agit des programmes de vie familiale, pendant lequel le participant est hébergé dans une famille et partage sa vie quotidienne. Il n’y a, en général, pas d’activités ou de cours de groupe dans ce type de séjour linguistique. La progression dans la maîtrise de la langue provient de l’immersion constante dans la culture et dans la langue. En France, depuis quelques années, les organismes spécialisés dans les échanges linguistiques entre familles se sont multipliés sur internet. En Belgique, l’ASBL Alfa Club organise des échanges depuis 1995, mettant en contact un jeune francophone et un jeune néerlandophone d'un même âge, et donnant l'occasion à chacun d'apprendre l'autre langue par un séjour réciproque dans chaque famille.
- De petites structures associatives mettent en contact des jeunes de différents pays qui cherchent un échange linguistique et culturel réciproque de plus ou moins longue durée.

- En école de langue : ces séjours peuvent contenir des cours de langue générale et/ou des cours de langue spécialisée (affaires et commerce, culture, tourisme, etc.) en écoles de langue. Les cours de langue générale permettent de travailler les aspects fondamentaux de la langue cible. Les cours de langues spécialisés permettent quant à eux de cibler ses compétences linguistiques dans des domaines techniques et/ou professionnels.

- L’échange culturel qu'est le séjour au pair est une occasion pour un jeune de revenir bilingue après une expérience d’une année ou, au moins, de plusieurs mois.

## Les différents types d’acteurs

### Les organismes privés
L’offre de séjours linguistiques s’est fortement diversifiée ces dernières années. Au-delà des séjours classiques en école de langue, disponible dans de nombreux pays et dans des pays de plus en plus exotiques, l’on trouve désormais des séjours activités de loisir et langue ou encore des séjours ayant lieu dans  plusieurs villes permettant d’aller à la rencontre d'une culture diversifiée.

### Les programmes institutionnels
En Europe, Socrates est un programme d'échanges entre les pays de la communauté dans les domaines de l’éducation et de la formation. Il couvre aussi bien la formation initiale que celle pour adultes.  Par sa composante la plus connue,  Erasmus, les étudiants peuvent effectuer une partie de leurs études dans un autre établissement européen, pendant trois mois au minimum ou un an au maximum. 
Au Canada, le programme Katimavik s’adresse à de jeunes bénévoles de 17 à 21 ans ; il a également des visées culturelles et leur permet de pratiquer la seconde langue officielle dans trois provinces du Canada. 
En Espagne, les domaines de l’éducation et de la formation ont fait progressé le tourisme de langue de plus de 20 % entre 2007 et 2009 et apporte désormais plus de 150 000 millions d'euros par an au pays.
Liens vers l'Asie organisés en tutorats et stages d'échange (LAOTSE) est un réseau international associant des universités techniques d'Europe et d'Asie.

## Dans la culture

### Au cinéma
Dans À nous les petites Anglaises, film sorti en 1976 et réalisé par Michel Lang, deux adolescents qui, à la suite de leur échec au baccalauréat, sont envoyés en échange linguistique au Royaume-Uni où en fait ils ne restent qu'entre Français.
Dans Blue Jeans, film français de Hugues Burin des Roziers, sorti en 1977, des jeunes Français sont en séjour linguistique dans le Sud du Royaume-Uni.
Französisch für Anfänger, sorti en 2006, relate un échange linguistique entre une classe française et une classe allemande.
À la fin du film LOL, sorti en 2009, les adolescents font un voyage linguistique à Londres.
Langue étrangère, un film germano-franco-belge réalisé par Claire Burger et sorti en 2024, raconte l'histoire de Fanny, une lycéenne française de dix-sept ans, qui part en Allemagne dans le cadre d'un échange linguistique.